# Mohamed Ali Camara
Mohamed Ali Camara (Kérouané, 1997. augusztus 28. –) guineai válogatott labdarúgó, a svájci Young Boys hátvédje.

## Pályafutása

### Klubcsapatokban
Mohamed Ali Camara a guineai Kérouané városában született. 
A pályafutását a Satellite felnőtt csapatában kezdte. 2016-ban átigazolt a Horoya egyesületéhez. A 2017-es szezonban kölcsönjátékosként a Hafia csapatát erősítette.
2017. július 14-én ötéves szerződést kötött az izraeli Hapóel Ra'anana csapatával.
A 2017–18-as szezonban elért teljesítményére felfigyelt a svájci Young Boys és 2018. július 6-án szerződtették a klubhoz. Először a 2018. augusztus 25-ei, Neuchâtel Xamax elleni mérkőzésen lépett pályára. Első ligagólját 2018. szeptember 23-án, a Basel ellen szerezte.

### A válogatottban
Camara az guineai U20-as válogatottal a 2017-es U20-as világbajnokságon és a 2017-es U20-as afrikai nemzetek kupáján is.
2018-ban debütált a guineai válogatottban. Először a 2018. március 24-ei, Mauritánia elleni barátságos mérkőzésen lépett pályára.

## Statisztika
2022. szeptember 17. szerint.
| Klub            | Szezon   | Bajnokság    | Bajnokság | Bajnokság | Kupa  | Kupa  | Nemzetközi | Nemzetközi | Összesen | Összesen |
| Klub            | Szezon   | Bajnokság    | Mérk.     | Gólok     | Mérk. | Gólok | Mérk.      | Gólok      | Mérk.    | Gólok    |
| --------------- | -------- | ------------ | --------- | --------- | ----- | ----- | ---------- | ---------- | -------- | -------- |
| Hapóel Ra'anana | 2017–18  | Israeli PL   | 29        | 2         | 5     | 1     | 0          | 0          | 34       | 3        |
| Young Boys      | 2018–19  | Super League | 14        | 2         | 4     | 1     | 4          | 0          | 22       | 3        |
| Young Boys      | 2019–20  | Super League | 9         | 1         | 2     | 0     | 0          | 0          | 11       | 1        |
| Young Boys      | 2020–21  | Super League | 29        | 0         | 1     | 0     | 9          | 0          | 39       | 0        |
| Young Boys      | 2021–22  | Super League | 22        | 2         | 2     | 0     | 10         | 0          | 34       | 2        |
| Young Boys      | 2022–23  | Super League | 7         | 0         | 1     | 0     | 5          | 0          | 13       | 0        |
| Young Boys      | Összesen | Összesen     | 81        | 5         | 10    | 1     | 28         | 0          | 114      | 6        |
| Összesen        | Összesen | Összesen     | 110       | 7         | 15    | 2     | 28         | 0          | 148      | 9        |

## Sikerei, díjai
Young Boys
- Super League
  - Bajnok (4): 2018–19, 2019–20, 2020–21, 2022–23

- Svájci kupa
  - Győztes (2): 2019–20, 2022–23